# 부풍로
부풍로(Bupung-ro)는 전북특별자치도 부안군 부안읍 에서 부안군 부안읍 교육청거리를잇는 전북특별자치도의 도로이다.

## 주요 경유지
전북특별자치도
- 부안군 (부안읍)

## 노선
| 이름           | 접속 노선                 | 소재지 | 소재지 | 비고 |
| -------------- | ------------------------- | ------ | ------ | ---- |
| (이름없음)     | 당산로                    | 부안군 | 부안읍 |      |
| 아담오거리     | 지방도 제705호선 (번영로) | 부안군 | 부안읍 |      |
| 구소방서사거리 | 오리정로                  | 부안군 | 부안읍 |      |
| 교육청사거리   | 매창로                    | 부안군 | 부안읍 |      |
| 문정로와 직결  |                           |        |        |      |

## 주요 건물 및 시설
- 부안초등학교 (부풍로 29/동중리 173-3)
- 새마을금고 부령새마을금고 본점 (부풍로 35/서외리 25-3)
- 부안상설시장 (부풍로 47/서외리 21)
- 세븐일레븐 부안온리뷰점 (부풍로 69/서외리 34-1)